# نيا هاليكارناسوس
نيا هاليكارناسوس : (باليونانية: Νέα Αλικαρνασσός)، (بالإنجليزية: Nea Alikarnassos)، بلدة يونانية ومركز لبلدية تقع في جنوب البلاد ضمن جزيرة كريت، إدارياً هي تفع في مقاطعة إيراكليو التي تتبع إدارياً لإقليم كريت.

## الموقع والسكان
تقع البلدة في منتصف الساحل الشمالي لجزيرة كريت، إلى الشرق تماماً من مدينة كاندية (هيراكليون)، عاصمة وأكبر مدينة كريتية.
بلغ عدد سكان البلدة وحدها حوالي (11.5) ألف نسمة، بينما يصبح عدد سكان بلدية نيا هاليكارناسوس ككل حوالي (12.5) ألف نسمة (التعداد السكاني لعام 2001)، وبالتالي تكون البلدة خامس أكبر تجمع سكاني في جزيرة كريت بعد كاندية، خانيا، ريثيمنو وَ إيرابيترا.

## التسمية والتاريخ
تعود تسمية البلدة والذي يعني (هاليكارناسوس الجديدة) إلى اسم مدينة هاليكارناسوس القديمة، والتي تقع حالياً على الساحل التركي مقابل جزيرة كوس اليونانية فيما كان يعرف قديماً ببلاد كاريا (Caria)، والتي يعود تاريخها إلى عام (1175) ق.م.
أما البلدة الكريتية الحالية، فيرجع تاريخ إنشاءها إلى مأساة التهجير العرقي للسكان بين اليونان وتركيا بحسب معاهدة لوزان التي أنهت الحرب اليونانية-التركية بين عامي (1919-1922)، عندما قدم إلى كاندية مهجري آسيا الصغرى من منطقة هاليكارناسوس القديمة.
أسكن هؤلاء بالقرب من العاصمة الكريتية، وأعطوا أرضاً جديدة أطلق عليها الاسم الحالي والذي يعني هاليكارناسوس الجديدة، وذلك تخليداً لذكرى أرض أجدادهم القديمة.
تطورت مستوطنة اللاجئين هذه عبر الزمن لتصبح بلدة نيا هاليكارناسوس الحالية.

## متفرقات
- نيا هاليكارناسوس هي أكبر ضاحية من ضواحي إيراكليو (كاندية)، وخامس أكبر بلدة في كريت.
- يساهم موقع البلدة الملاصق لإيراكليو بتطورها الصناعي، المالي والخدمي السريع، إذ توجد ضمن حدود بلديتها المنطقة الصناعية لمدينة إيراكليو، ومطار نيكوس كازانتزاكيس الدولي، هذا بالإضافة إلى ميناء إيراكليو التجاري.
- أهم نادي رياضي في المدينة هو إيروذوتوس أف سي.

## وصلات خارجية
- موقع المدينة الرسمي